# Edifício Carrión
O Edificio Carrión (também conhecido como Edificio Capitol) É uma das mais conhecidas da terceira seção da Gran Vía Madrid. Está localizado na esquina desta com Jacometrezo, na Plaza del Callao. Seu perfil tem sido usado como ícone da rua nas celebrações da centenária da Gran Vía. O edifício foi concebido como um espaço polivalente, quando foi construído, continha escritórios, refeitórios e o Cinema do Capitólio.
Desde o início do século XXI o prédio abriga o cinema, uma loja de roupas e um hotel. O estilo de sua fachada corresponde a uma arquitetura expressionista com claras influências de Erich Mendelsohn.
En abril de 2018 fue declarado Bem de Interesse Cultural (Espanha) (BIC) pelo Gobierno de la Comunidad de Madrid tanto pelo seu estilo arquitetônico como pelo seu carácter icónico na Gran Vía.

## História
O prédio, de quatorze andares, foi projetado pelos arquitetos Luis Martínez-Feduchi e Vicente Ecedy y Eced e construído entre 1931 e 1933.. Seu mentor foi Enrique Carrión y Vecín, que promoveu uma competição arquitetônica restrita que contou com a presença de outros arquitetos experientes, como Pedro Muguruza (construtor em 1924 do vizinho Palacio de la Prensa)), Emilio Paramés, Luis Gutiérrez Soto. Foram apresentados seis projetos, dos quais o vencedor foi o apresentado pelo casal de jovens arquitetos Luis Martínez-Feduchi e Vicente Eced e Eced do academicismo e do classicismo com o tradicionalismo moderada, o racionalismo, expressionismo e Art Deco e projetos apresentados para a competição, eles demonstraram: o momento em que a competição vivia na arquitetura de Madrid e foram apresentadas várias tendências. A plante de mais de 1300 m² correspondia a um espaço convergente entre as ruas de Jacometrezo e então chamou Avenida Eduardo Dato correspondente à terceira parcela da Gran Vía.
O projeto mostrou que a solução mais apropriada era uma abordagem chanfrada. Utilizou materiais como mármore e granito e a decoração e os móveis foram realizados pela empresa Rolaco-Mac (empresa na qual Luis Feduchi trabalharia mais tarde). Mas o destaque do momento foram os avanços tecnológicos incorporados como o uso inovador de vigas de concreto tipo Vierendeel] a utilização de materiais retardadores de fogo, sistema de refrigeração centralizado pela primeira vez em Madrid. Ocupava uma quadra inteira. El 21 de abril de 1931 se concedió la licencia para las obras y la Sala de Espectáculos del Cine Capitol se inauguró el 15 de octubre de 1933. Na imprensa do tempo é chamado "edifício comercial". 
Demorou 30 meses para construir o edifício complexo e multifuncional. A situação econômica do país era delicada, tanto que durante sua construção foi a única executada na capital. No que diz respeito ao seu pedido inicial de espaços, o edifício é constituído por uma sala de festas no porão, um café no piso térreo, que também abriga o acesso ao hotel e a sala principal, um "salão de chá "no  mezanino e escritórios no quarto, quinto e sexto andares, com o sexto ao sétimo andares reservados aos hotéis
A construção foi realizada pela construtora espanhola Macazaga, sendo responsável pela construção do arquiteto Luis Moya Blanco. Recebeu o Prêmio do Município de Madri em 1933 e a Medalha de Segunda Classe na Exposição Nacional de Belas Artes em 1934. O projeto original abrigava 64 apartamentos, um hotel (o Capitólio, atualmente do grupo Vincci), uma cafeteria, um bar, um restaurante, uma fábrica de água Seltz e escritórios e salões de festas. Em seu andar inferior, havia um cinema para quase 2000 espectadores, chamado de cinema Capitol, hoje dividido em várias salas menores. O primeiro proprietário foi Enrique Carrión, marquês de Nelín. Durante a Guerra Civil Espanhola e durante a defesa de Madri seu telhado foi usado como um avançado observatório.
Em 2007, dirigido pelo arquiteto Rafael de la Hoz, foi concluída uma reforma total que eliminou todos os anúncios de sua fachada, mantendo apenas a da Schweppes e uma das mais modernas da empresa da telefonia móvel Vodafone no telhado.
Em 3 de abril de 2018, foi declarado de Interesse Cultural da Espanha na categoria de monumento, por meio de resolução publicada no dia 5 daquele mesmo mês, no Diário Oficial da União. a Comunidade de Madri], com a assinatura do presidente da comunidade autônoma, Cristina Cifuentes, e do Ministro da Cultura, Turismo e Esportes, Jaime de los Santos González.

## Edifício na cultura popular

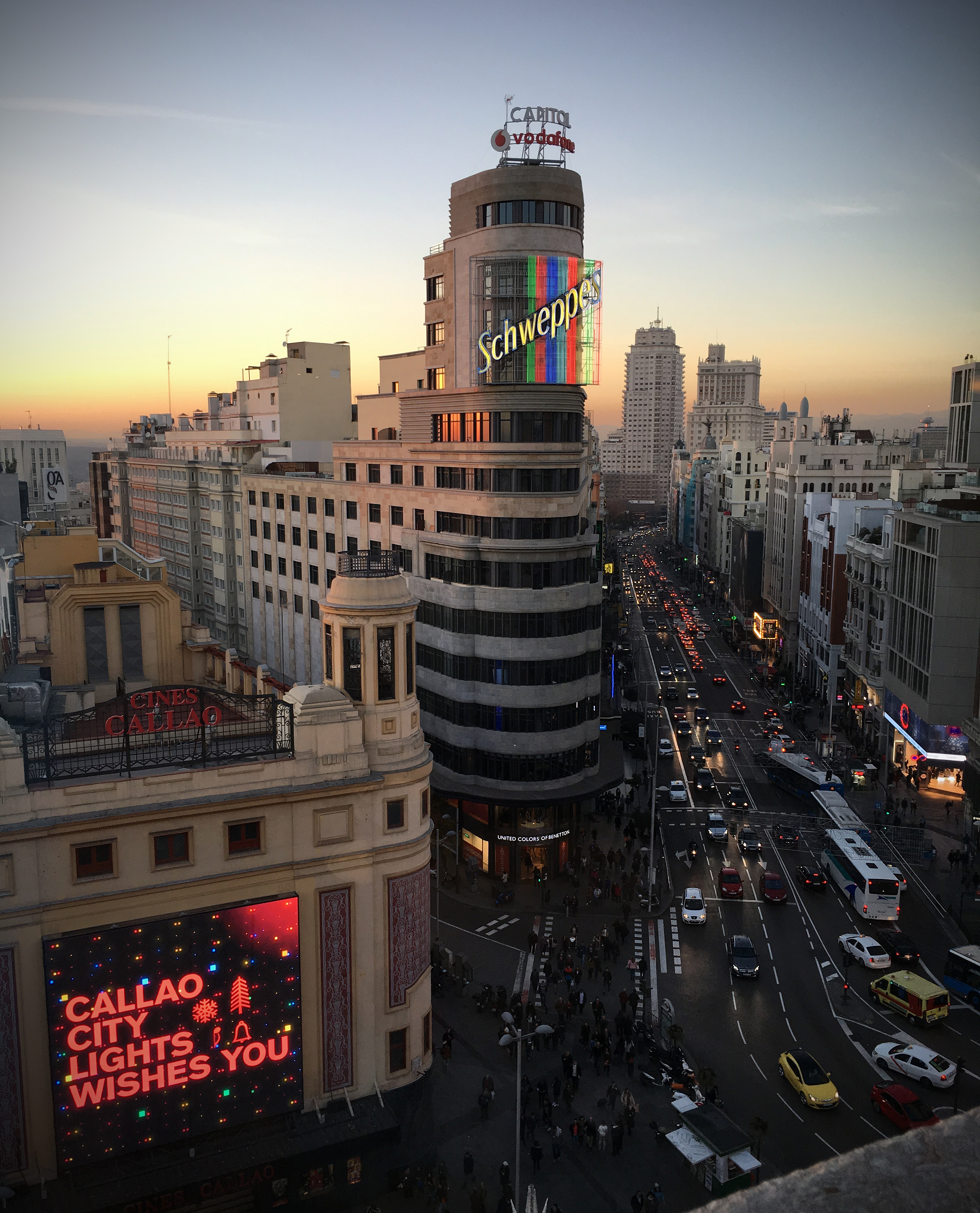
Edifício Carrión, em Madri

O edifício constitui o ícone reconhecível de um século inteiro de arquitetura espanhola. Comenta-se sua semelhança com o Flatiron Building da cidade de Nova Iorque. O edifício conseguiu ser o emblema da moderna Madri e sua imagem aerodinâmica inspirou outros arquitetos nas capitais espanholas. O letreiro luminoso de néon da marca Schweppes localizado nos andares superiores é um dos símbolos da Gran Vía e da cidade e já apareceu em inúmeros filmes espanhóis, um dos aparições mais famosas "O Dia da Besta", dirigido por Álex de la Iglesia. No topo do prédio há um ppster da Vodafone. Na parte inferior estão os Cinemas Capitol e ao lado o Hotel Carrión.

## Ciclo neón de Schweppes
O néon da marca Schweppes, à noite, tem um ciclo que começa a acender pouco a pouco a marca Schweppes de cor azul e depois da cor amarela. Quando esta parte termina, o neon colorido começa a virar da direita para a esquerda e as duas etapas são desligadas da esquerda para a direita duas vezes. Mais tarde, o neon é ligado de dentro para fora e os dois passos são desligados de dentro para fora três vezes. Então a cor da cor neon vai e volta (um sim, outro não) 5 vezes cada cor. E o ciclo acaba iluminando todo o neon e a marca amarela pisca 3 vezes e começa de novo.

## Bibliografía
- Corral, José del, La Gran Vía, en Madrid (tomo 1), Espasa-Calpe, S.A., Madrid, 1979 (ISBN 84-239-5370-8)